# Kelland O'Brien
Pour les articles homonymes, voir O'Brien.
Kelland O'Brien (né le 22 mai 1998 à Melbourne) est un coureur cycliste australien, membre de l'équipe BikeExchange Jayco. Il est notamment  champion du monde de poursuite par équipes en 2017 et 2019.

## Biographie
En avril 2018, il décroche la médaille d'or aux Jeux du Commonwealth 2018 en poursuite par équipes. Les Australiens s'imposent en battant en finale le record du monde en 3 min 49 s 804.
En novembre 2023, Jayco AlUla annonce l'extension du contrat d'O'Brien jusqu'en fin d'année 2025. Le coureur se focalise sur la piste jusqu'aux Jeux olympiques de 2024 avant de privilégier le cyclisme sur route.

## Palmarès sur route

### Par année
- 2015
  - 2e du championnat d'Australie du critérium juniors
- 2019
  - Classement général du Tour of the Great South Coast
  - 2e du championnat d'Australie du critérium espoirs
- 2020
  -  Champion d'Australie du critérium espoirs
  - 2e du championnat d’Australie du contre-la-montre espoirs
- 2021
  - 2e du championnat d’Australie sur route
  - 3e du championnat d’Australie du contre-la-montre
- 2022
  - 7e d'À travers les Flandres
- 2022
  - 3e du championnat d'Australie du contre-la-montre
- 2023
  -  Champion d'Australie du critérium
- 2024
  - 3e du championnat d'Australie sur route
- 2025
  - 3e du championnat d'Australie du contre-la-montre

### Résultats sur les grands tours

#### Tour d'Espagne
1 participation
- 2022 : abandon (14e étape)

### Classements mondiaux
| Année                                 | 2019  | 2020  | 2021 | 2022 | 2023 | 2024 |
| ------------------------------------- | ----- | ----- | ---- | ---- | ---- | ---- |
| Classement mondial                    | 1659e | 1223e | 578e | 723e | 889e | 487e |
| UCI Oceania Tour                      | 83e   | 66e   | 29e  | 44e  | 54e  | nc   |
|                                       |       |       |      |      |      |      |
| Légende : nc = non classéSource : UCI |       |       |      |      |      |      |

## Palmarès sur piste

### Jeux olympiques
- Tokyo 2020
  -  Médaillé de bronze de la poursuite par équipes
  - 12e de la course à l'américaine
- Paris 2024
  -  Champion olympique de poursuite par équipes

### Championnats du monde
- Hong Kong 2017
  -  Champion du monde de poursuite par équipes (avec Sam Welsford, Cameron Meyer, Alexander Porter, Nicholas Yallouris et Rohan Wight)
  -  Médaillé de bronze de la poursuite
- Pruszków 2019
  -  Champion du monde de poursuite par équipes (avec Sam Welsford, Alexander Porter, Leigh Howard et Cameron Scott)
  - 7e de la course aux points

### Championnats du monde juniors
- Astana 2015
  -  Champion du monde de poursuite par équipes juniors (avec Rohan Wight, Alex Rendell et James Robinson)
  -  Champion du monde de l'américaine par équipes juniors (avec Rohan Wight)
  -  Médaillé de bronze de la poursuite juniors
- Aigle 2016
  -  Médaillé de bronze de l'américaine juniors

### Coupe du monde
- 2018-2019
  - 1er de la poursuite par équipes à Berlin (avec Sam Welsford, Alexander Porter, Leigh Howard et Cameron Scott)
  - 2e de l'américaine à Hong Kong
  - 3e de l'américaine à Saint-Quentin-en-Yvelines
- 2019-2020
  - 1er de la poursuite par équipes à Brisbane (avec Leigh Howard, Alexander Porter, Sam Welsford et Lucas Plapp)
  - 2e de la poursuite par équipes à Cambridge
  - 2e de l'américaine  à Cambridge

### Coupe des nations
- 2024
  - 2e de la poursuite par équipes à Adélaïde

### Ligue des champions
- 2021
  - 3e de l'élimination à Panevėžys

### Jeux du Commonwealth
| Édition / Épreuve | Poursuite individuelle | Poursuite par équipes                       |
| Gold Coast 2018   | 7e                     | Or (avec Welsford, Howard, Porter et Kerby) |

### Championnats d'Océanie
| Édition / Épreuve | Poursuite individuelle | Poursuite par équipes | Course aux points | Scratch | Américaine | Omnium |
| Melbourne 2016    | Bronze                 | Or                    |                   |         | Or         |        |
| Cambridge 2017    |                        | Or                    | Bronze            |         | Argent     |        |
| Adélaïde 2018     |                        |                       | Or                |         | Or         | Argent |
| Invercargill 2019 |                        |                       |                   | Argent  | Or         |        |
| Cambridge 2024    |                        |                       |                   | Or      |            |        |

### Six jours
- Melbourne : 2019 (avec Leigh Howard)
- Brisbane : 2019 (avec Leigh Howard)

### Championnats nationaux
- 2015
  -  Champion d'Australie de l'omnium juniors
- 2016
  -  Champion d'Australie de poursuite juniors
  -  Champion d'Australie de poursuite par équipes juniors (avec Godfrey Slattery, Riley Hart et Thomas McDonald)
  -  Champion d'Australie de l'omnium juniors
  -  Champion d'Australie de la course aux points juniors
  -  Champion d'Australie de scratch juniors
- 2018
  -  Champion d'Australie de poursuite par équipes (avec Lucas Plapp, Godfrey Slattery et Leigh Howard)
  -  Champion d'Australie de l'américaine (avec Leigh Howard)
- 2019
  -  Champion d'Australie de scratch
  -  Champion d'Australie de l'américaine (avec Sam Welsford)
- 2022
  -  Champion d'Australie de l'américaine (avec Graeme Frislie)
  -  Champion d'Australie de l'omnium
- 2023
  -  Champion d'Australie de l'américaine (avec Blake Agnoletto)[2]